# Stundenbuch des Giangaleazzo Visconti
Das Stundenbuch von Giangaleazzo Visconti, Herzog von Mailand, gilt als eines der schönsten italienischen Stundenbücher. Es wurde 1388 von Giovannino de’ Grassi begonnen und um 1428 von Belbello da Pavia zur Zeit der Herrschaft des Sohnes Filippo Maria Visconti vollendet.

## Beschreibung
Liturgie von Rom. Italien, Mailand, um 1388–1395, nach 1428 vollendet; in zwei Teilen 24,7 × 17,5 cm, 151ff, und 25 × 17,9 cm, 167ff.
Miniaturen und figürliche Initialen mit dekorativen Bordüren.
Biblioteca Nazionale, Florenz, BR 397 und LF 22

## Ausführende Künstler
Der Stil des ersten Künstlers, Giovannino de’ Grassi, wird auf obiger Abbildung aus dem Psalter deutlich. Das Bild kennzeichnet den Anfang des 11. Abschnitts von Psalm 119: „Meine Seele verlanget nach deinem Heil; ich hoffe auf dein Wort. Meine Augen sehnen sich nach deinem Wort und sagen: ‚Wann tröstest du mich?‘“ Oberhalb der Miniatur befindet sich eine freie Linie, wahrscheinlich für eine Zeile zur Ankündigung dieses Abschnitts gedacht, der im Brevier für die Sext des Sonntags vorgesehen war.

Wappenschlange der Visconti
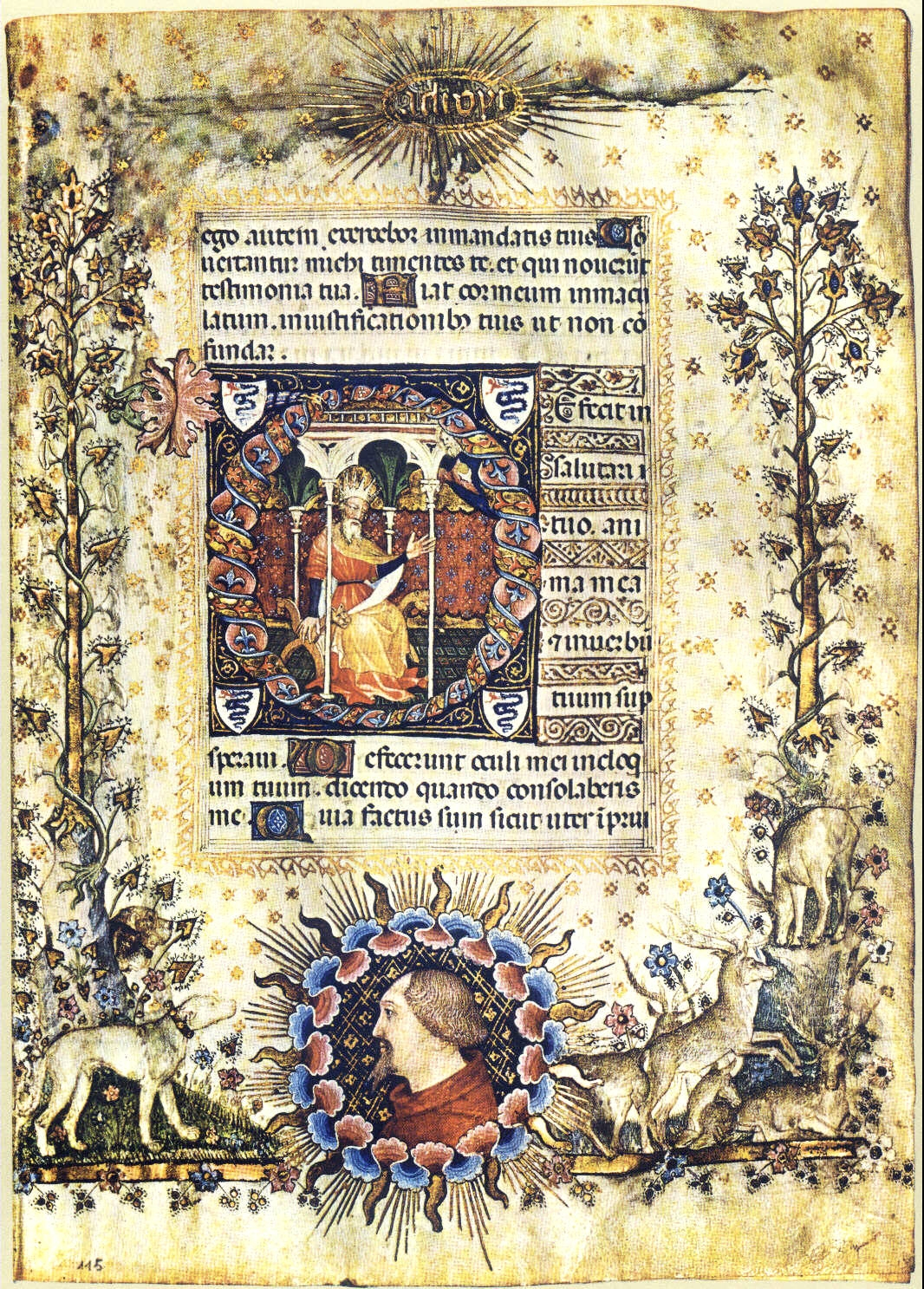
Segnender David, unten Giangaleazzo Visconti
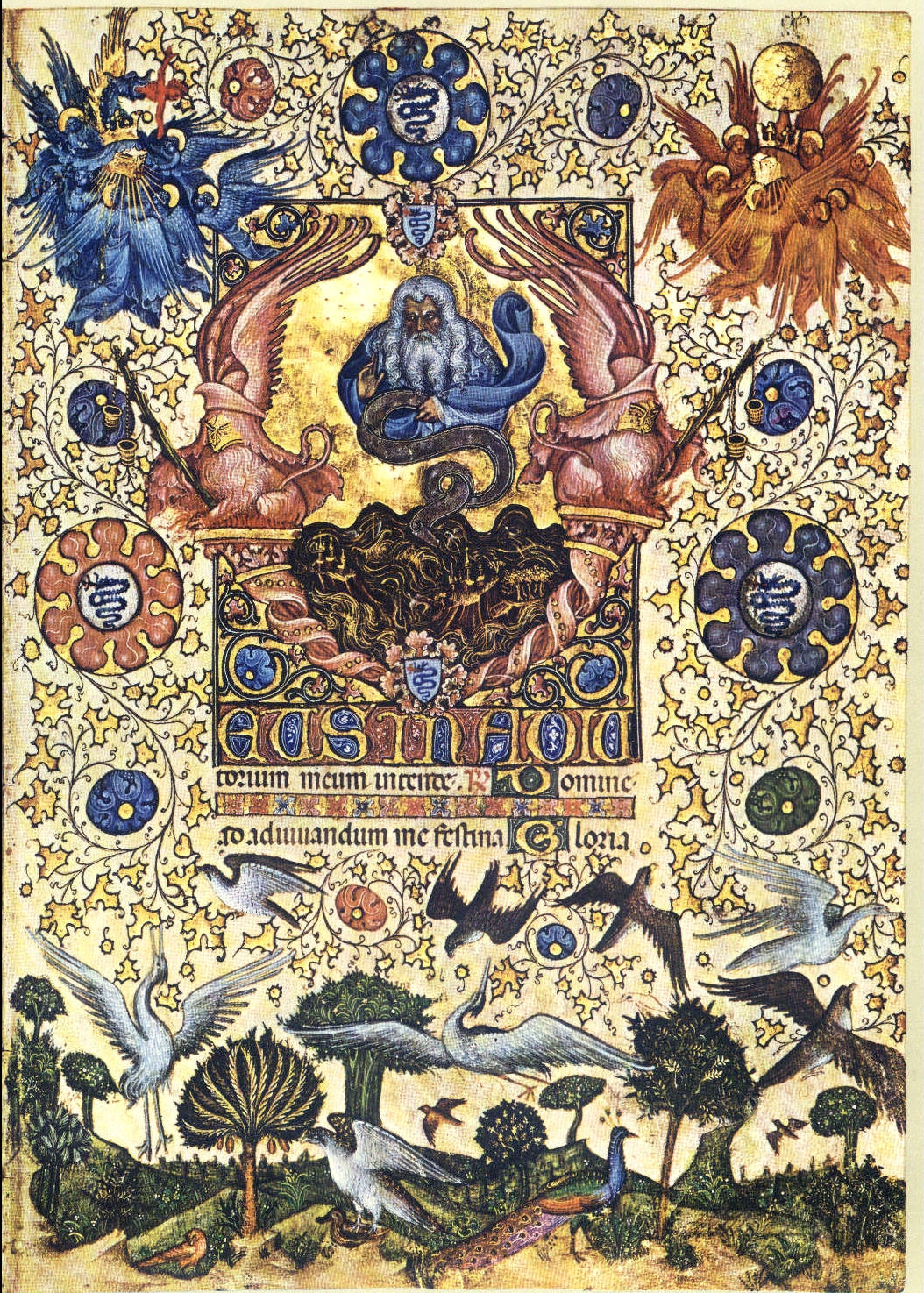
Erschaffung der Vögel
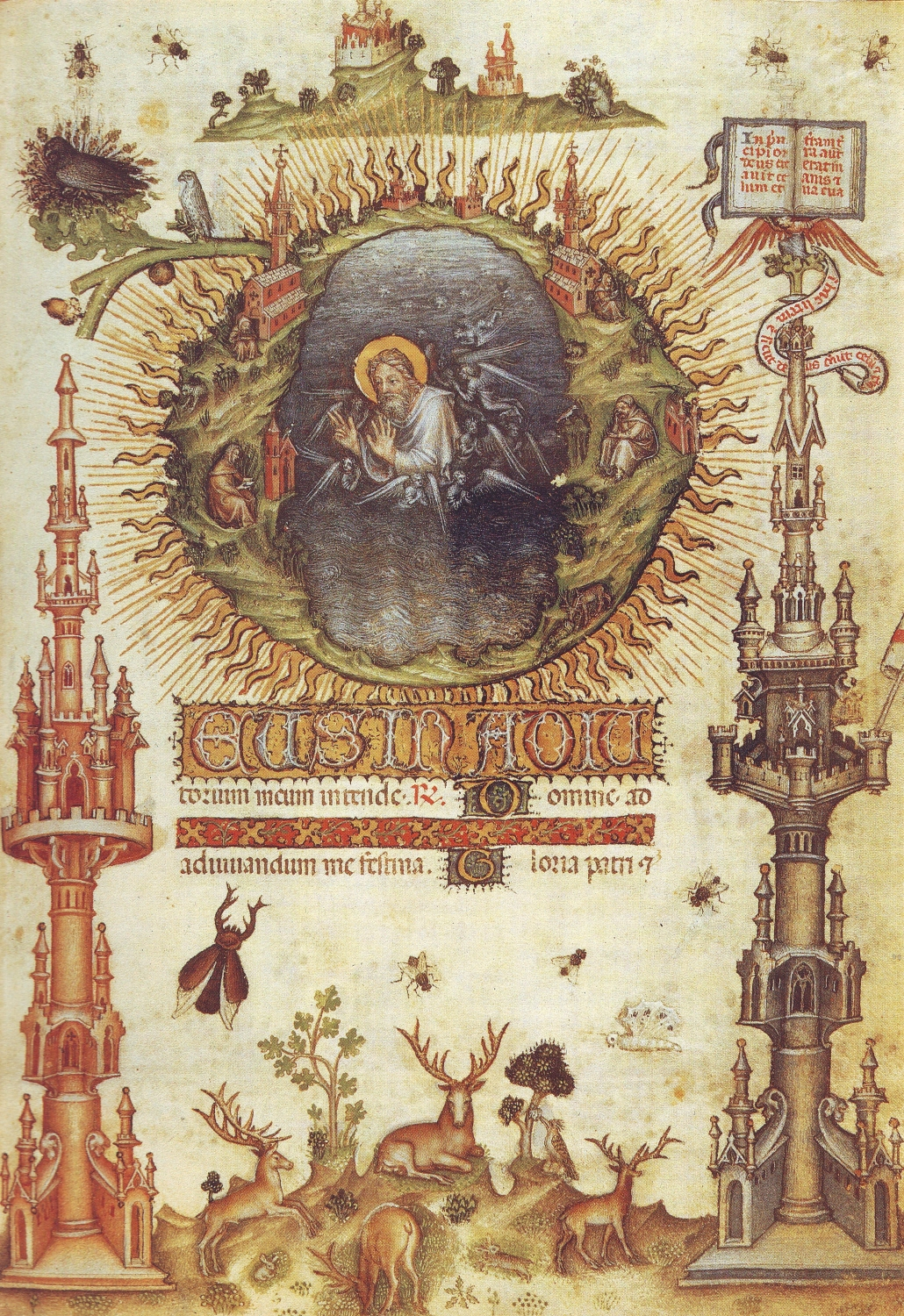
Die Ewigkeit und die Einsiedler
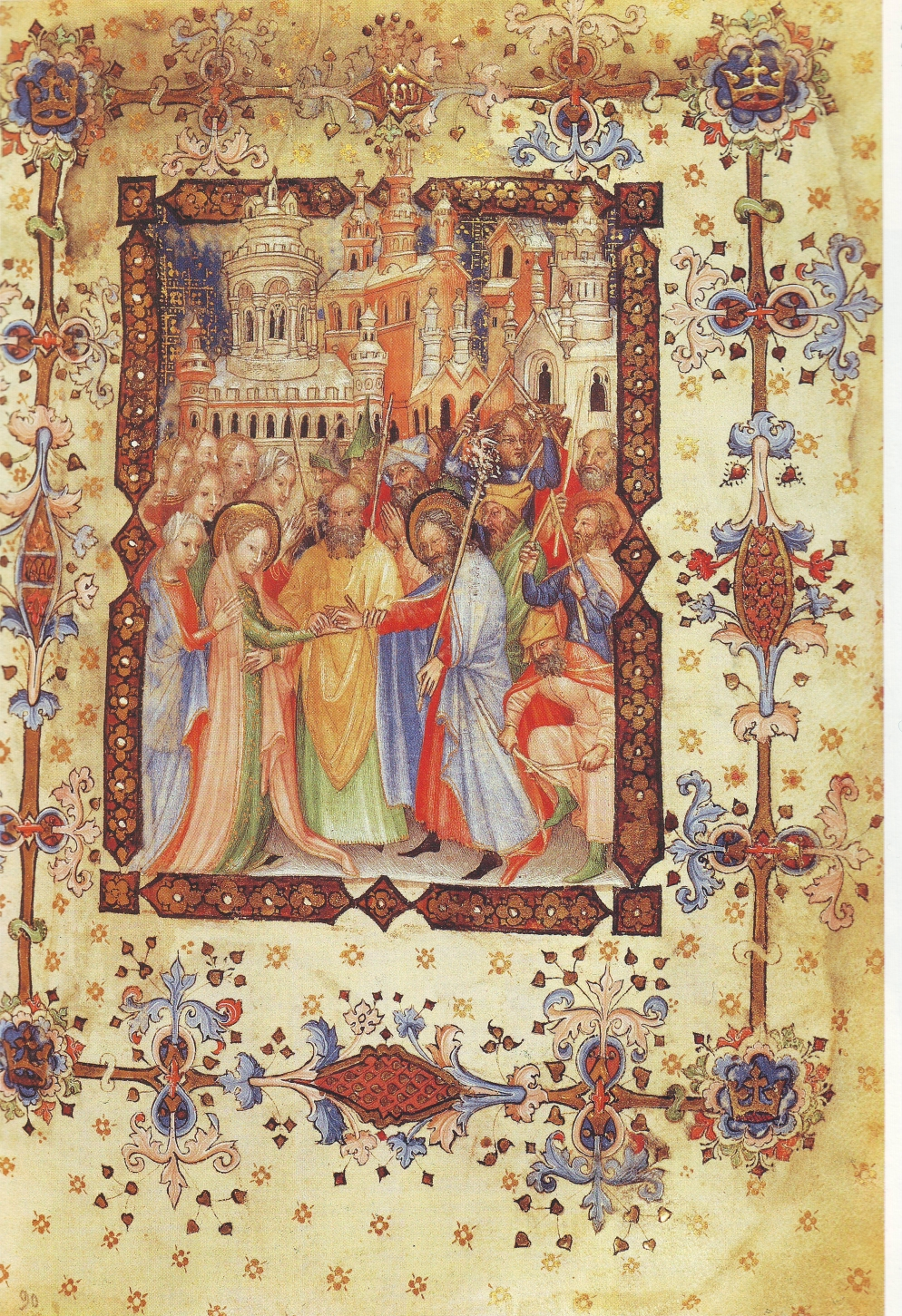
Die Verheiratung der Jungfrau

Innerhalb der Initiale D („Defecit in salutari tuo anima mea“) sitzt Psalmendichter König David unter einem Baldachin und erhebt seine übergroße linke Hand, wie um auf Gottvater hinzuweisen, der unauffällig hinter dem mit Wappenlilien gefüllten, spiralförmigen Rahmen hervorschaut. Ebenso gut lässt sich Davids Geste auch als Hinweis auf den Text oder das überall zu findende Wappen der Visconti, die Viper, in den Ecken des Rahmens deuten.
Im unteren Rand erscheint Giangaleazzo im Profil, in einem Medaillon posierend, mit bewusster Teilnahmslosigkeit schaut er über die Seite hinweg. Am oberen Rand befindet sich sein Wahlspruch „A droyt“. Ebenfalls interessant sind die gutbeobachteten Tiere am Fuße der beiden goldenen Bäume. Rechts eine Gruppe Rotwild, noch ohne die beiden Jagdhunde zu bemerken, die das Wild von der anderen Seite des Randes aus aufgespürt haben.
Thema der zweiten Miniatur ist eine Schöpfungsszene, als Beispiel des von Belbello da Pavia ausgeschmückten Teiles. Ein streng aussehender Allmächtiger schwebt über einer stürmischen See voller Schiffe, doch konzentriert sich die Aufmerksamkeit auf die Erschaffung der Vögel am unteren Rand. Viele davon sind Greifvögel, Falken und Habichte bei der Verfolgung von Kaninchen. Auf dem Boden ist eines der in der Tierdarstellung des Mittelalters verbreitetsten Motive, der Habicht auf einer Ente, daneben ein Pfau und ein Papagei. Die anderen Vögel sind in verschiedenen Stadien des Fluges gezeigt. Im oberen Teil tragen sie die kräftigen Wappenembleme, Engelsgruppen halten mit Kronen verzierte Helme mit der Helmzier der Visconti in die Höhe. Beidseits des Schöpfers befindet sich noch ein weiteres Visconti-Emblem, ein rosa behelmter Löwe mit Federn als Helmzier, der im Feuer sitzt und zwei an einem Stock hängende Eimer hält. Als weiteres dekoratives Zubehör ist das Visconti-Wappen einer sich windenden, ein Kind verschlingenden Schlange in dieser übervollen Seite fünfmal dargestellt.
Trotz des meisterhaften Gesamteindruckes hinterlässt der Teil Belbellos eine beunruhigende Wirkung, vor allem durch die heftigen, häufig grausamen Szenen aus dem Alten Testament. Dieser Zyklus mit Bildern aus dem Alten Testament ist in Stundenbüchern ohne Beispiel. In diesem Zusammenhang lieferte das Familienleben der Visconti und anderer Despoten Norditaliens im Laufe der Zeit eine unerschöpfliche Quelle für düstere Tragödien.